# گراچانه
گراچانه (به صربی: Gračane) یک منطقهٔ مسکونی در صربستان است که در نووی پازار واقع شده‌است.